# Julián Orbón
Julián Orbón (Avilés (Asturië), 7 augustus 1925 – Miami, 21 mei 1991) was een Spaanse componist, die het grootste deel van zijn leven buiten Spanje woonde: van 1940 tot 1960 in Cuba, van 1960 tot 1963 in Mexico, vanaf 1963 in de Verenigde Staten.

## Levensloop
Orbón kreeg zijn eerste muzieklessen van zijn vader, de pianist Benjamín Orbón (1879-1944). Samen met zijn vader emigreerde hij in 1940 naar Cuba. Daar kreeg hij onderricht van Oscar Loirée en José Ardévol en werd hij actief in de groep ‘Renovación Musical’, die deze musici hadden opgericht. Deze groep stelde zich ten doel een Cubaanse nationale muziektraditie te vestigen.
Vanaf 1944 schreef Orbón ook muziekkritieken voor de krant Alerta en het tijdschrift Orígines. Tussen 1946 en 1960 was hij directeur van het conservatorium van Havana.
In 1945 schreef hij zijn Symfonie in C. Dat werk leverde hem een stipendium op, waarvan hij lessen kon nemen bij Aaron Copland aan het Berkshire Music Center in Tanglewood.
In 1954 kreeg hij bij het internationale muziekfestival in Caracas de ‘Premio Juan de Landaeta’ voor zijn Tres versiones sinfónicas (‘Drie symfonische versies’).
In 1958 deed hij wat aanpassingen aan het lied Guantanamera, oorspronkelijk geschreven in 1929 door de singer-songwriter Joseíto Fernández (1908-1979), zodat het paste bij een tekst van de dichter José Martí. In deze nieuwe versie werd het lied razend populair. Het is onder andere uitgevoerd door Joan Baez, José Feliciano, Julio Iglesias, Trini Lopez, Nana Mouskouri, The Sandpipers en Pete Seeger.
Orbón was aanvankelijk enthousiast over de Cubaanse Revolutie van 1959, maar al een jaar later keerde hij het regime van Fidel Castro teleurgesteld de rug toe en emigreerde hij naar Mexico, waar hij ging doceren aan het Nationale Conservatorium.
In 1963 vestigde hij zich in de Verenigde Staten, waar hij hoogleraar werd aan achtereenvolgens de universiteiten van Washington, Miami en Princeton. In zijn Amerikaanse tijd ontving hij een prijs van de American Academy of Arts and Letters in 1967 en een prijs van de Guggenheim-Stichting in 1969. Hij stierf in 1991 aan kanker in Miami, 65 jaar oud.
Orbón heeft altijd de Spaanse nationaliteit behouden. In zijn Amerikaanse tijd is hij enkele malen in Spanje teruggeweest. In 1986 werd hij benoemd tot ereburger van zijn geboortestad Avilés. In overeenstemming met zijn laatste wens is hij daar ook begraven. Het conservatorium van Avilés draagt zijn naam.
Ook het conservatorium van Havana heet trouwens Conservatorio Orbón, maar dat is vernoemd naar Orbóns vader Benjamín, die een van de stichters was.
Orbón was getrouwd met Mercedes Vecino. Hij had twee zoons, Julián en Andrés.

## Oeuvre
Orbón distantieerde zich in latere jaren van het idee om een eigen Cubaanse school van klassieke muziek te stichten. De stijl van zijn latere werken is eerder eclectisch. Ze combineren elementen uit de volksmuziek met thema’s uit de Middeleeuwen en de Renaissance. Wel haalde hij zijn inspiratie meestal uit de Spaanse en Latijns-Amerikaanse muziek.
Onder invloed van het klavecimbelconcert van Manuel de Falla heeft hij ook enkele werken voor klavecimbel geschreven.
Behalve Tres versiones sinfónicas en Guantanamera zijn bekende werken van Orbón:
- Preludio y danza (‘Prelude en dans’, 1951), zijn enige werk voor sologitaar.
- Himnus ad Galli Cantum (‘Hymne aan de zang van de haan’, 1955), een lied uit het Liber Cathemerinon van Aurelius Clemens Prudentius, op muziek gezet voor sopraan, fluit, hobo, harp en strijkkwartet.
- Danzas sinfónicas (‘Symfonische dansen’, 1957), geïnspireerd door de volksmuziek van diverse Latijns-Amerikaanse landen.
- Het Concerto grosso voor strijkkwartet en orkest (1958), dat tot stand kwam dankzij een stipendium van de Koussevitzky Foundation.
- Tres Cantigas del Rey (‘Drie liederen van de koning’, 1960), drie liederen uit de bundel Cantigas de Santa Maria  van Alfons X van Castilië, bewerkt voor sopraan, klavecimbel en strijkkwartet.

## Een selectie uit zijn werken
- Canción para nuestro niño
- Homenaje a la Tonadilla
- Kwintet voor klarinet en strijkers
- Dos canciones con texto de García Lorca (‘Twee liederen op een tekst van Federico García Lorca’ voor koor a capella, 1942)
- Homenaje al Padre Soler (pianosonate, opgedragen aan Antonio Soler, 1942)
- Música incidental para La Numancia de Cervantes (muziek bij het toneelstuk La Numancia van Miguel de Cervantes, 1943)
- Capricho Concertante voor kamerorkest (1943)
- Pregón voor stem, fluit, hobo, fagot, hoorn en piano (1943)
- Canción a Nuestra Señora (‘Lied voor Onze Lieve Vrouw’ voor koor a capella, 1943)
- Romance de Fontefrida voor vier stemmen (1944)
- Symfonie in C (1945)
- Preludio y danza (‘Prelude en dans’ voor sologitaar, 1951)
- Strijkkwartet (1951)
- Tres Versiones Sinfónicas (‘Drie symfonische versies’, 1954)
- Himnus ad Galli Cantum (‘Hymne aan de zang van de haan’ voor sopraan, fluit, hobo, harp en strijkkwartet, 1955).
- Danzas sinfónicas (‘Symfonische dansen’, 1957)
- Concerto grosso voor strijkkwartet en orkest (1958)
- Tres Cantigas del Rey (‘Drie liederen van de koning’, 1960)
- Partitas 1, 2 en 3 voor klavecimbel (1963-64)
- Preludio y fantasía tiento voor orgel (1974)
- Liturgia en tres días (onvoltooid)